# Grantsburg
Grantsburg és una vila del Comtat de Burnett (Wisconsin) als Estats Units d'Amèrica.

## Demografia
Segons el cens dels Estats Units del 2000 Grantsburg tenia 1.369 habitants, 565 habitatges, i 332 famílies. La densitat de població era de 177,4 habitants per km².
Dels 565 habitatges en un 30,8% hi vivien nens de menys de 18 anys, en un 43,7% hi vivien parelles casades, en un 11,5% dones solteres, i en un 41,2% no eren unitats familiars. En el 34,7% dels habitatges hi vivien persones soles el 18,9% de les quals corresponia a persones de 65 anys o més que vivien soles. El nombre mitjà de persones vivint en cada habitatge era de 2,32 i el nombre mitjà de persones que vivien en cada família era de 2,98.
Per edats la població es repartia de la següent manera: un 26,4% tenia menys de 18 anys, un 7,5% entre 18 i 24, un 24,3% entre 25 i 44, un 20,8% de 45 a 60 i un 21% 65 anys o més.
L'edat mediana era de 39 anys. Per cada 100 dones de 18 o més anys hi havia 81,9 homes.
La renda mediana per habitatge era de 34.423 $ i la renda mediana per família de 40.333 $. Els homes tenien una renda mediana de 32.500 $ mentre que les dones 22.500 $. La renda per capita de la població era de 16.875 $. Aproximadament el 7,6% de les famílies i el 9,7% de la població estaven per davall del llindar de pobresa.

## Poblacions properes
El següent diagrama mostra les poblacions més properes.